# Asura alikangiae
Asura alikangiae är en fjärilsart som beskrevs av Embrik Strand 1917. Asura alikangiae ingår i släktet Asura och familjen björnspinnare. Inga underarter finns listade i Catalogue of Life.